# Вдова (фильм, 2020)
«Вдова» — российский фильм ужасов режиссёра Ивана Минина. Премьера фильма в России состоялась 29 октября 2020 года.

## Сюжет
Группа волонтёров-спасателей тренируется в лесах Ленинградской области. МЧС сообщает о пропавшем мальчике, после чего волонтёры начинают поиски, в процессе которых им попадаются загадочные знаки на деревьях, пугающие звуки и бездыханная старуха. Всё это напоминает им, что должен наступить Покров день, когда, как уверяют легенды, лес становится смертельной ловушкой.

## В ролях
| Актёр                 | Роль     |
| --------------------- | -------- |
| Виктория Потемина     | Вика     |
| Анастасия Грибова     | Кристина |
| Маргарита Бычкова     | Зоя      |
| Илья Агапов           | Илья     |
| Алексей Анискин       | Лёша     |
| Константин Нестеренко | Андрей   |
| Олег Чугунов          | Никита   |

## Съёмочная группа
- Авторы сценария: Иван Минин, Иван Капитонов, Наталья Дубовая и Святослав Подгаевский
- Режиссёр-постановщик: Иван Минин
- Оператор-постановщик: Максим Миханюк
- Художник-постановщик: Андрей Будыкин

## Съёмки фильма
Съёмки фильма стартовали в Покров день 14 октября 2018 года и проходили в заболоченных лесах Ленинградской области. Большинство персонажей фильма были сыграны реальными спасателями. По словам создателей фильма, на съемки их вдохновили фильмы «Ведьма из Блэр», «Выживший» и «Репортаж». Согласно утверждению съёмочной группы, в основе сюжета фильма лежат реальные события, которые произошли в лесах Ленинградской области с командой спасателей. Рабочее название фильма было «Лес Покров».

## Прокат
В России премьера фильма состоялась 29 октября 2020 года. Мультиплатформенная компания Shout! Studios приобрела права на прокат в США фильмов «Вдова» и «Приворот. Чёрное венчание». Планировалось, что оба фильма выйдут в прокат в Северной Америке в первой половине 2021 года.